# Ctenypena tenuis
Ctenypena tenuis là một loài bướm đêm trong họ Erebidae.